# Traubach-le-Bas
Traubach-le-Bas (deutsch Niedertraubach, elsässisch Nìdertràibàch) ist eine französische Gemeinde mit 464 Einwohnern (Stand 1. Januar 2022) im Département Haut-Rhin in der Region Grand Est (bis 2015 Elsass). Sie gehört zum Arrondissement Altkirch und zum Kanton Masevaux-Niederbruck und ist Mitglied des Gemeindeverbandes Sud Alsace Largue.

## Geografie
Die Gemeinde Traubach-le-Bas liegt im Gebiet der Burgundischen Pforte zwischen Belfort und Mülhausen im äußeren Südwesten des Elsasses. Durch das Gemeindegebiet fließt der Traubach, der über die Largue zur Ill entwässert und somit zum Einzugsgebiet des Rheins gehört. Der Ort liegt im löss-(lehm-)bedeckten Sundgauer Tertiärhügelland.
Nachbargemeinden von Traubach-le-Bas sind Traubach-le-Haut im Norden, Buethwiller im Osten, Wolfersdorf im Süden, Elbach im Südwesten sowie Bréchaumont im Westen.

## Geschichte
Erste urkundliche Erwähnung 1421 als Nidern Traubach. Bis 1324 gehörte der Ort zur Grafschaft Pfirt und kam dann durch die Heirat der Johanna von Pfirt mit Herzog Albrecht II. von Österreich an Habsburg. Im Westfälischen Frieden 1648 gelangte Traubach mit dem elsässischen Besitz der Habsburger an die französische Krone.
Früher arbeiteten im Dorf Holzschuhmacher und Heimweber. Von 1871 bis zum Ende des Ersten Weltkrieges gehörte Niedertraubach als Teil des Reichslandes Elsaß-Lothringen zum Deutschen Reich und war dem Kreis Altkirch im Bezirk Oberelsaß zugeordnet.

## Bevölkerungsentwicklung
| Jahr      | 1910 | 1962 | 1968 | 1975 | 1982 | 1990 | 1999 | 2007 | 2017 |
| Einwohner | 453  | 339  | 346  | 332  | 349  | 366  | 393  | 479  | 478  |

## Bauwerke
Die Sankt Fridolinskapelle ersetzte 1829 einen im 18. Jahrhundert abgegangenen Vorgängerbau. Den Neubau ermöglichte eine Kollekte der Gemeinde. Die Kapelle war lange Zeit Wallfahrtsort für Bauern, die hier für ihre Herden, insbesondere auch die Zugtiere beteten.

Unter den Fachwerkhäusern zahlreiche Bauten in der altertümlicheren Ständerbauweise mit hauswandhohen Ständern – z. Bsp. die Häuser an der Rue Principale Nr. 19, 21, 23 (letzteres mit traufwandhohen Streben). Diese Bauweise war schon vor dem Dreißigjährigen Krieg im Gebrauch, wurde aber gerade im Umfeld von Dannemarie noch lange nach dem Krieg beim Wiederaufbau praktiziert. Die im Sundgau sonst häufiger zu beobachtende neuere Stockwerkbauweise, bei der Stockwerk für Stockwerk abgezimmert wurde, sieht man beispielsweise beim Haus Nr. 27 an der Rue Principale mit betont symmetrischer Giebelseite und Stichbogenfenstern. 

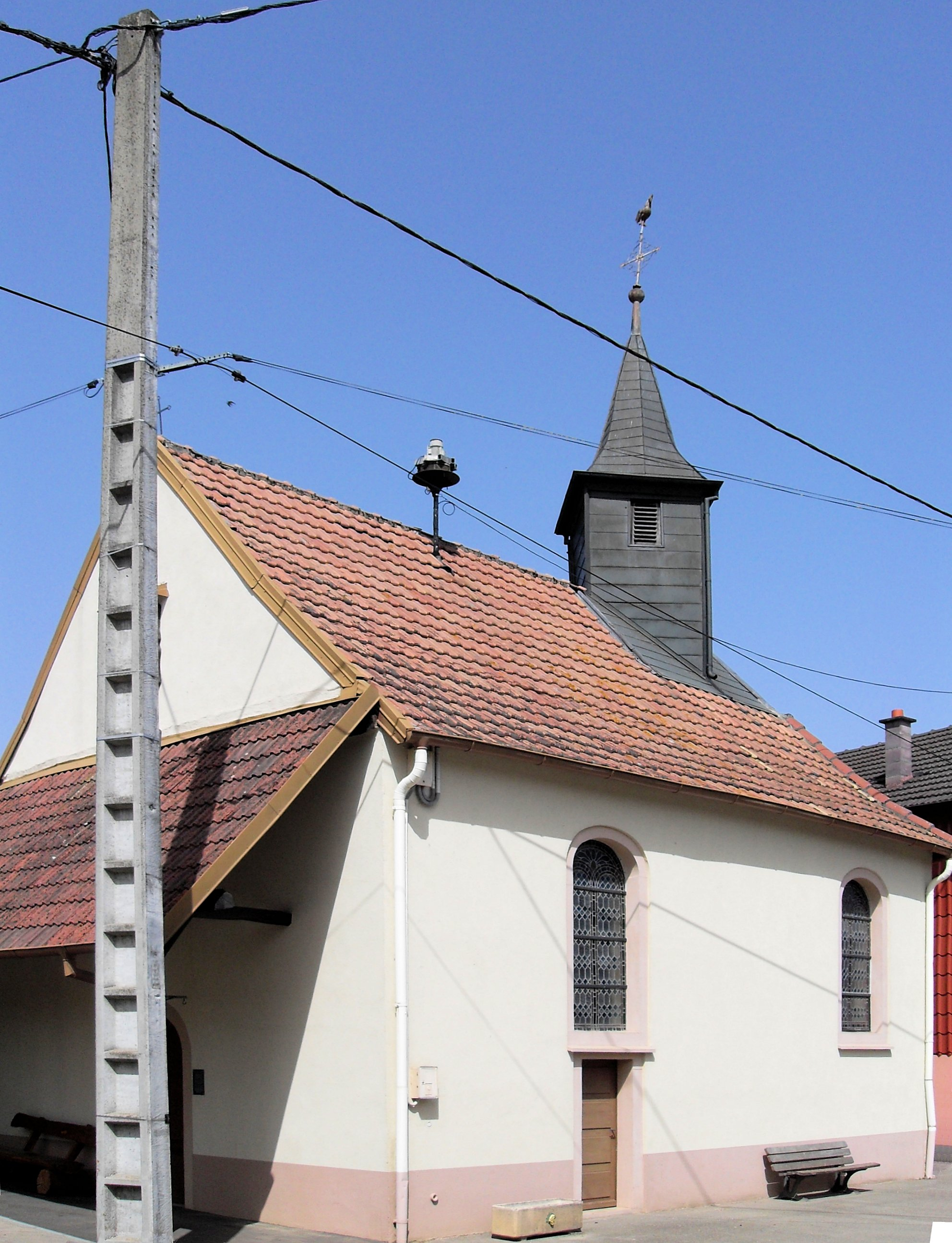
Kapelle St. Fridolin in Traubach-le-Bas